# Charlie Holmes
Charlie Holmes né le 27 janvier 1910 à Boston, mort le 12 septembre 1985 à New York est un saxophoniste alto et clarinettiste de jazz américain.

## Carrière
Il débute en 1926 comme hautboïste dans l'Orchestre symphonique de Boston puis se rend avec Harry Carney, un ami d'enfance, à New York en 1927 où il joue dans l'orchestre de Chick Webb puis celui de Luis Russell en 1928-1929 avant de rejoindre le Mills blue rythm band en 1932. Il intègre l'orchestre de Louis Armstrong jusqu'en 1940. Il travaille quelque temps avec Bobby Burnet en 1941 et est engagé dans l'orchestre de Cootie Williams en 1942-1945. Il fait avec le Jesse Stone's USO show une tournée en Asie, joue ensuite avec John Kirby et Billy Kyle en 1947. Il abandonne le métier en 1951 et trouve un emploi dans une compagnie d'assurances. Il renoue avec le jazz dans les années 1970 en jouant dans le Harlem blues jazz band de Clyde Bernhardt puis plus tard avec l'orchestre suédois de jazz Kustbandet.

## Discographie
- Louis Armstrong the chronological 1937-1938 vol.515 Classics
- Louis Armstrong the chronological 1938-1939 vol.523 Classics
- Cootie Williams 1941-1944 Sextet-Big band vol.11 Jazz Archives